# In Pure Spite
In Pure Spite är den svenska rockgruppen The Maharajas femte album, utgivet 2007 på LP/CD av Low Impact Records (Sverige) samt av Gaztelupeko Hotsak/Bloody Mary (Spanien). Inspelningen gjordes i Dustward Studios av Stefan Brändström och mixades av Stefan Brändström & Jens Lindberg.

## Låtlista
1. ”Repo Man” (Guttormsson) – 2:21
2. ”One Man Team” (Guttormsson) – 2:46
3. ”One Leg On Each Side” (Guttormsson) – 2:42
4. ”Yeah Yeah” (Lindberg) – 2:08
5. ”Alaska Beach” (Guttormsson) – 3:19
6. ”Can’t Take It Anymore” (Guttormsson) – 2:33
7. ”Suckerpunch” (Guttormsson) – 3:16
8. ”On Hold (for too long)” (Guttormsson) – 2:38
9. ”Not A New Sensation” (Guttormsson) – 2:07
10. ”Maybe She Loves You?” (Guttormsson) – 2:46
11. ”The Boy Inside” (Lindberg/Guttormsson) – 2:55
12. ”I’m Going Home” (Guttormsson) – 2:50
13. ”Split Personality” (Lindberg) – 2:52
14. ”Trapped” (Guttormsson) – 2:12

## Medverkande
- Jens Lindberg – sång, gitarr, orgel, bakgrundssång
- Ricard Harryson – trummor
- Mathias Lilja – sång, gitarr, orgel
- Ulf Guttormsson – basgitarr, bakgrundssång